# Перуанский конституционный референдум (2018)
Конституционный референдум в Перу проходил 9 декабря 2018 года одновременно с региональными и муниципальными выборами. На референдуме, первоначально предложенным президентом Мартином Вискаррой, были одобрены три из четырёх предложений. Предложение и создании двухпалатного парламента было отклонено после того, как сам Вискарра отозвал свою поддержку после внесения в неё изменений во ходе одобрения конституциопнных поправок в Конгрессе, поскольку парламентские поправки привели бы к ограничению президентских полномочий.

## Предвыборная обстановка

### Одебрехтский скандал
После Одербрехтского скандала (Операция «Lava Jato»), в результате которого четыре бывшие президента Перу оказались вовлечены в коррупционные скандалы, перуанцы потребовали от правительства ответственности за коррупцию. Президент Мартин Вискарра после отставки президента Кучински заявил, что с перуанцев «хватит коррупции», пообещав возглавить антикоррупционное движение в стране.

### Отношения Вискарры с фухимористами
Ещё будучи министром, Вискарра столкнулся с оппозицией со стороны фухимористов, движение которых возглавляла Кейко Фухимори, дочь бывшего президента Альберто Фухимори, заключённого в тюрьму за коррупцию и преступления против человечности. После вступления Вискарры в должность президента фухимористы, имевшие большинство мест в Конгрессе Республики, сразу же начали выступать против проектов Вискарры.

## Конституционные поправки
Спустя несколько месяцев после принятия присяги Вискарра призвал провести конституционный референдум 28 июля 2018 года, чтобы запретить частное финансирование политических кампаний, запретить переизбрание законодателей и восстановить двухпалатный Конгресс.
Конгресс немедленно попытался предотвратить судебную реформу и реформу Конгресса и первоначально задерживал процесс. Однако после того, как Вискарра запустил вотум недоверия парламенту, угрожающий закрытем Конгресса, последний начал процесс утверждения референдума.

## Одобрение Конгрессом
Первая реформа, утвержденная Конгрессом под руководством Кейко Фухимори 18 сентября 2018 года, предполагала судебную реформу, при этом Национальный совет магистратуры переименовывался в Национальный совет юстиции. Порядок назначения его членов также был изменён, и новые члены должны были избираться специальной комиссией, возглавляемой Генеральным прокурором, Генеральным контролёром, президентом Конституционного трибунала, президентом судебной власти и Народным защитником посредством публичного конкурса.
Вторая реформа, одобренная Конгрессом 26 сентября, была поправкой к статье № 35 Конституции, регулирующей финансирование политических партий, вводящей проверки и штрафы за незаконные пожертвования.
После временной задержки при обсуждении 3-й реформы 11 октября 2018 года депутаты Американского народного революционного альянса и Народной силы, возглавляемой Кейко Фухимори, внесли законопроект об изменении предложений Вискарры по референдуму с собственными предложениями для общественности. Позже в октябре в третьем утверждённом предложении был введён лимит в один последовательный срок для членов Конгресса, но в целом предложение осталось практически неизменным.
Четвёртое и последнее предложение включало в себя создание двухпалатного законодательного органа Конгресса со 130 депутатами и 50 сенаторами. Это последнее предложение было изменено в Конгрессе так, чтобы ослабить власть президента, и президент Вискарра быстро снял свою поддержку предложению о создании двухпалатного парламента.

## Результаты
| Реформа Национального совета магистратуры | 13 697 835 | 86,57 | 2 125 359  | 13,43 | 1 730 038 | 17 553 232 | 24 187 276 | 72,57 % | Одобрено  |
| Финансирование политических партий        | 13 638 409 | 85,78 | 2 260 068  | 14,22 | 1 654 755 | 17 553 232 | 24 187 276 | 72,57 % | Одобрено  |
| Ограничение в один срок для депутатов     | 13 568 454 | 85,82 | 2 242 673  | 14,18 | 1 742 105 | 17 553 232 | 24 187 276 | 72,57 % | Одобрено  |
| Создание двухпалатного Конгресса          | 1 457 871  | 9,48  | 13 918 972 | 90,52 | 2 176 389 | 17 553 232 | 24 187 276 | 72,57 % | Отклонено |
| Источник: ONPE                            |            |       |            |       |           |            |            |         |           |